# Rio Berea
O Rio Berea é um rio da Romênia afluente do Rio Valea Neagră, localizado no distrito de Satu Mare.